# Tunnel Denkendorf
Der Tunnel Denkendorf ist ein Eisenbahntunnel der im Rahmen des Projekts Stuttgart 21 als Teil der Schnellfahrstrecke Stuttgart–Wendlingen entsteht. Das Bauwerk wird auf dem Gebiet der baden-württembergischen Gemeinde Denkendorf errichtet und trägt ihren Namen.
Der Tunnel wurde im Dezember 2019 fertiggestellt.

## Lage und Verlauf
Das Bauwerk liegt zwischen den Baukilometern 19,329 und 20,097. In dem Bauwerk unterquert die Neubaustrecke im Bereich der Tank- und Rastanlage Denkendorf die Bundesautobahn 8 in südöstlicher Richtung.
Das Bauwerk soll zwei Gleise mit einem Gleismittenabstand von 4,50 m aufnehmen, die mit 250 km/h befahrbar sein sollen.
Dem Ostportal soll ein Voreinschnitt vorgelagert werden. Ab km 20,4 geht die Strecke in einen bis zu 9 m hohen Damm über.

### Höhenverlauf
Das Längsprofil (Gradiente) ist wannenförmig ausgebildet. Der Tiefpunkt des Tunnels liegt in km 20,014, 83 m vom Ostportal entfernt. Aufgrund des geringen Portalabstands beantragte die Deutsche Bahn, das Wannenprofil ohne zusätzliche Sicherheitsmaßnahmen realisieren zu dürfen.

### Querschnitt
Der Querschnitt soll eine lichte Weite von 11,70 m und eine lichte Höhe von 7,00 m aufweisen.

## Geschichte

### Planung
In der am 6. Dezember 1996 in das Raumordnungsverfahren eingebrachten Trasse war südlich von Denkendorf ein 785 m langer Tunnel zur Unterquerung der Autobahn in südöstlicher Richtung vorgesehen.
Im Zuge der Planung wurde die Lage des Tunnels um etwa 300 m nach Westen verschoben, um ein Wasserschutzgebiet (Zone II) zu umgehen.

#### Ausschreibung und Vergabe
Die Errichtung des Bauwerks wurde Mitte September 2013 europaweit ausgeschrieben. Der zu vergebende Bauvertrag sollte vom 1. März 2014 bis zum 31. Dezember 2016 laufen. Vorbereitende Maßnahmen sollten im Januar 2014, die Hauptarbeiten im September 2014 beginnen (Stand: Oktober 2013). Das Vergabeverfahren wurde bis Juni 2014 verlängert. Laut Bahnangaben wurde der Bauauftrag Ende Juni 2014 für knapp 40 Millionen Euro vergeben. Beauftragt die Arbeitsgemeinschaft Tunnel Denkendorf, die aus den Unternehmen Johann Bunte (Bad Bentheim) und Heitkamp Ingenieur- und Kraftwerksbau (Herne) gebildet wird. Im Vergabeverfahren hätten sechs Bieter Angebote abgegeben. Die Mitteilung über die Vergabe des mit 38,830 Millionen Euro bezifferten Auftrags an die ARGE Tunnel Denkendorf wurde am 23. Juli 2014 formal bekanntgemacht.

### Bau

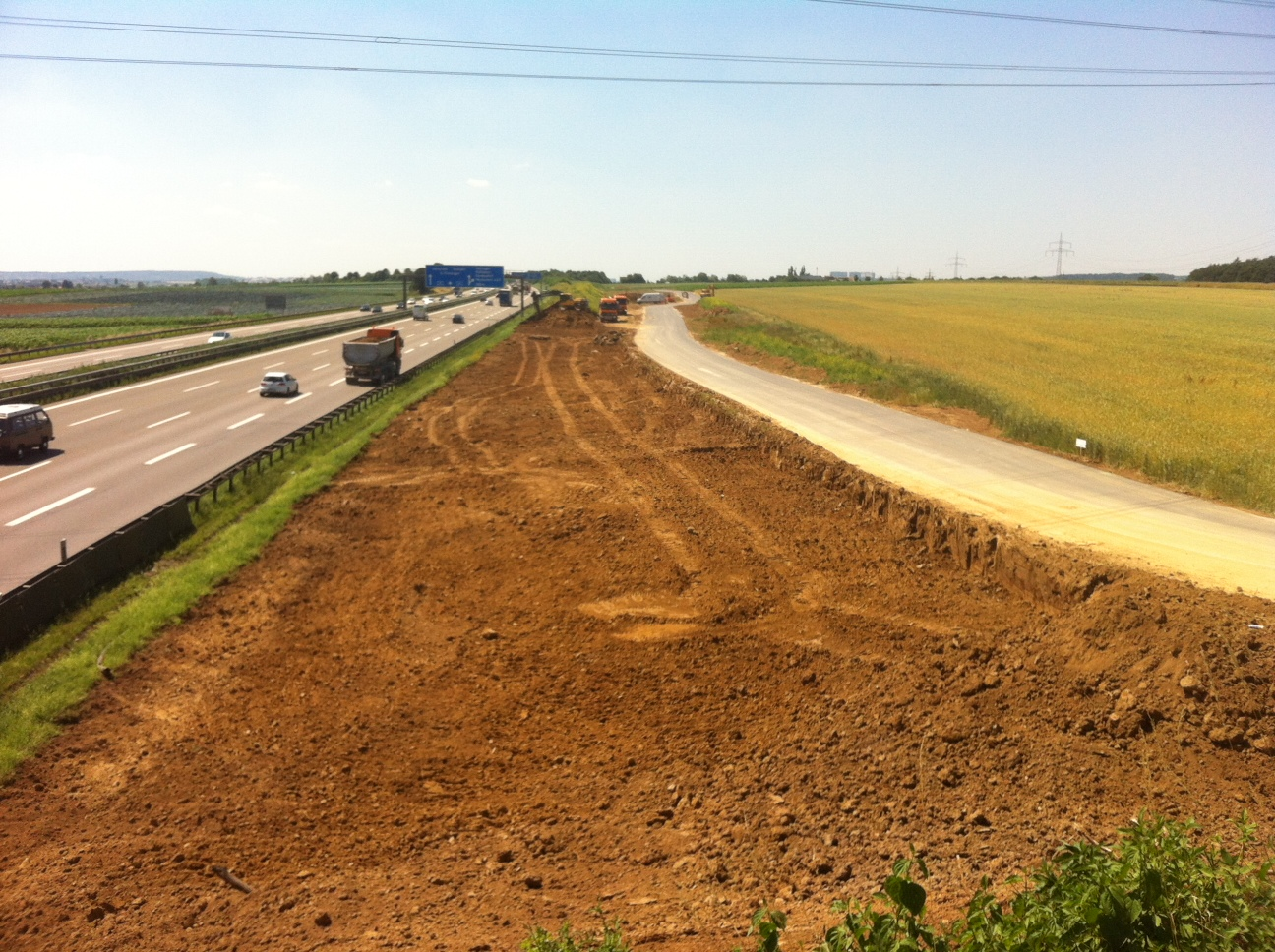
Baufeldfreimachung für den Tunnel Denkendorf parallel zur Bundesautobahn 8 im Juni 2015.

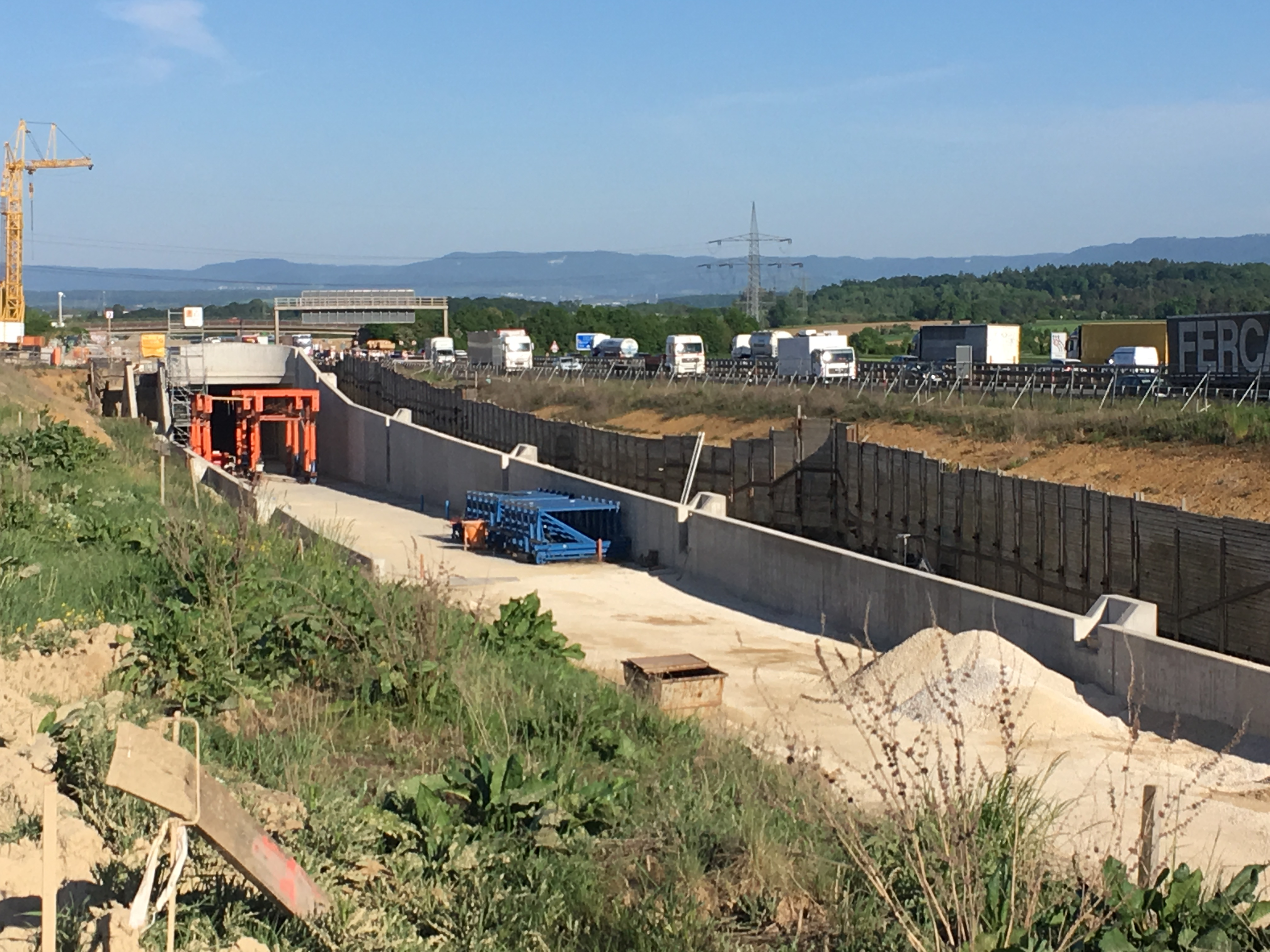
Westportal des Tunnel Denkendorf im Bauzustand im Mai 2018.

Die Bauarbeiten begannen im August 2015, die Fertigstellung war für Ende März 2018 geplant. Auch Anfang 2016 war für die Fertigstellung für 2018 geplant.
Das Bauwerk wurde in offener Bauweise erstellt. Westlich soll sich ein 144 Meter langes Trogbauwerk an den Tunnel anschließen. Es soll auf einer Sandsteinschicht flach gegründet werden und durchgehend über dem Grundwasser liegen. Für den Bau des Tunnels sollten 46.000 Kubikmeter Beton verbaut werden. Letztlich waren es 35.000 m³ Beton und 4.600 t Stahl. Von 250.000 Kubikmetern Aushub sollten 130.000 mit Lastwagen entsorgt werden. Davon sollten 60 Prozent über die Tank- und Rastanlage und die Autobahn abtransportiert werden, 40 Prozent über die L 1204.
Die A 8 wurde in sieben Phasen abschnittsweise verlegt. Zunächst nutzten alle sechs Fahrstreifen die Fahrbahn Richtung München, anschließend sollte der gesamte Verkehr auf die Nordseite der Autobahn verlegt werden, wobei auch ein Teil der Tank- und Rastanlage in Anspruch genommen werden sollte. Ende August 2015 begann die Verlegung der Richtung Stuttgart führenden Richtungsfahrbahn der A8. Die Gegenfahrbahn soll später folgen. Die Rückverlegung war für das Frühjahr 2018 vorgesehen. Im Dezember 2017 wurden die Fahrstreifen auf einen bereits fertiggestellten Teil des Tunnels verlegt, um Platz für den weiteren Tunnelbau zu schaffen. Diese zweite Bauphase des Tunnels lief von Anfang 2018 bis Ende 2019.
2015 wurde der Auftrag zur Errichtung von über 14.000 m² rückverankerten Trägerbohlwänden über 3,0 Millionen Euro vergeben.
Im Januar 2016 war rund die Hälfte des Trogs ausgehoben. Im Februar 2016 wurden Aushub und Verbau der knapp 200 Meter langen Stützwand West fertig gestellt. Am 13. September 2016 begannen die Betonarbeiten an der Trogwand zur Autobahn.
Im November 2019 wurde die Autobahn-Fahrbahn Richtung Stuttgart in die ursprüngliche Lage verlegt. In der Nacht vom 16. auf 17. Dezember 2019 wurde auch die Autobahn-Fahrbahn Richtung München in die ursprüngliche Lage zurückverlegt.
Etwa 100 bis 150 Menschen waren während der Bauzeit auf der Baustelle beschäftigt.
Während der Bauphase wurden keine Mitarbeiter verletzt. Am 3. Januar 2018 stürzte ein in Richtung München fahrender Lastwagen in die Baugrube des Tunnels. Der Fahrer wurde schwer verletzt, es entstand Sachschaden in Höhe von 110.000 Euro. Als Unfallursache wird überhöhte Geschwindigkeit angenommen. Zum Zeitpunkt des Unfalls waren keine Bauarbeiter auf der Baustelle beschäftigt.
Die Kosten des Bauwerks wurden Ende 2019 mit „etwa 40 Millionen Euro“ beziffert. Das Bauwerk sei laut Angaben der Deutschen Bahn damit im Kostenrahmen erstellt worden.
Der Gleisbau sollte ab September 2021 erfolgen. Er war im Juli 2022 im Gang.
Am 2. Juni 2021 wurde der erste Oberleitungsmast von Stuttgart 21 vor dem Tunnel aufgestellt.

### Betrieb
Ab Februar 2026 ist ein Vorlaufbetrieb durch den Tunnel vorgesehen. Der kommerzielle Betrieb soll im Dezember 2026 aufgenommen werden.

## Sicherheitskonzept
Die Röhre soll eine Tunnelsicherheitsbeleuchtung erhalten. Seitlich ist ein Rettungsweg von mindestens 1,20 Meter Breite vorgesehen. Am Ostportal soll ein etwa 1500 Quadratmeter großer Rettungsplatz mit Anschluss an die Landesstraße 1204 entstehen. Auch eine Trockenleitung mit Löschwasserbehälter soll eingerichtet werden.
Aufgrund der Länge ist kein Notausgang vorgesehen.